# Valdelinares
Valdelinares (aragónul Val de Linars) község Spanyolországban, Teruel tartományban. Valdelinares Alcalá de la Selva, Allepuz, Villarroya de los Pinares, Fortanete, Mosqueruela, Linares de Mora és Gúdar községekkel határos. Lakosainak száma 75 fő (2024).

## Népesség
A település népessége az utóbbi években az alábbiak szerint változott:
| Lakosok száma | 120  | 141  | 123  | 106  | 106  | 90   | 89   | 88   | 78   | 75   |
|               | 2001 | 2004 | 2007 | 2009 | 2012 | 2014 | 2017 | 2019 | 2022 | 2024 |